# Mikronesisk kejsarduva
Mikronesisk kejsarduva (Ducula oceanica) är en fågel i familjen duvor inom ordningen duvfåglar.

## Utseende och läte
Mikronesisk kejsarduva är en stor duva med mestadels grå kropp, gröna vingar och en diagnostiskt svart knöl ovan näbben, Sången bestpr av en serie raspiga morrande toner som gradvis blir kortare.

## Utbredning och systematik
Mikronesisk kejsarduva delas in i fem underarter:
- Ducula oceanica monacha – förekommer på Palauöarna och Yap (västra Karolinerna)
- Ducula oceanica teraokai – förekommer på Chuuk (Karolinerna)
- Ducula oceanica townsendi – förekommer på Pohnpei (Karolinerna)
- Ducula oceanica oceanica – förekommer på Kosrae (östra Karolinerna)
- Ducula oceanica ratakensis – förekommer i Marshallöarna (Wotje, Ailinglaplap, Arnoatollen och Jaluit)

## Levnadssätt
Mikronesisk kejsarduva hittas i de flesta miljöer, men är vanligast i ostörda skogar.

## Status
Även om arten är relativt vanlig på vissa öar har den minskat kraftigt i antal, framför allt på Palau och Pohnpei, till följd av jakt och habitatförlust. Beståndet uppskattas till cirka 8000 vuxna individer. IUCN kategoriserar arten som sårbar.